# Nir Zidkyahu
Nir Zidkyahu ( hébreu : ניר צדקיהו, [ˈNiʁ t͡sidˈkija (h) u], né en novembre 1967 à Rishon LeZion, Israël ), également connu sous le nom de Nir Z, est un batteur de studio israélien et le frère du batteur de Blackfield Tomer Z. En 1997, il joue de la batterie sur huit chansons de l'album de Genesis, Calling All Stations, et rejoint ensuite le groupe pour sa tournée de 1998. Par la suite, il suit le chanteur Ray Wilson avec qui il a sympathisé au sein de Genesis dans ses nouveaux projets, tant en solo que dans des groupes (Cut_ et Stiltskin).
En 2001, il joue sur l'album de John Mayer, Room for Squares. Depuis, il joue de la batterie et des percussions pour divers artistes dont Jason Mraz, Joss Stone et Alana Davis. 
En 2006, il enregistre avec le groupe Flaw sur son disque Endangered Species et avec Chris Cornell sur son deuxième album solo, Carry On, sorti en 2007. Zidkyahu joue aussi sur plusieurs chansons de l'album de retour, Skyscraper, du groupe Tall Stories de l'ancien chanteur de Journey, Steve Augeri, sorti le 23 janvier 2009.
En 2009, Zidkyahu part en tournée avec Billy Squier.
Zidkyahu est également embauché par Toontrack pour enregistrer les échantillons de batterie pour leurs programmes de batteur virtuel Superior Drummer 2.0, New York Studios Vol.2 SDX, et New York Studios Vol.3 SDX. 